# Hans Luzius-Studer
Hans-Luzius Studer (* 22. Juni 1907 in Wiesen (heute Gemeinde Davos); † 21. September 1971 in St. Gallen) war ein Schweizer Maschinenbauingenieur und Flugzeugkonstrukteur, der einen bedeutenden Beitrag zur Entwicklung der Schweizer Luftfahrt leistete.

## Frühe Jahre und Beginn der Karriere
Studer wurde am 22. Juni 1907 als Sohn des Brückenbauingenieurs Hans und seiner Frau Emilia Anna Greutert in Wiesen (heute Gemeinde Davos) geboren. Schon früh zeigte er eine Leidenschaft für Technik und Luftfahrt, was ihn dazu brachte, in den 1920er Jahren Maschinenbauingenieur an der ETH zu studieren, wobei er auch Vorlesungen zum Flugzeugbau besuchte. Aufgrund einer Tuberkuloseerkrankung und einem Unfall im Militär musste er seinen Berufswunsch Militärpilot aufgeben. Nach dem Studienabschluss 1931 promovierte er 1936 zum Dr. sc. Techn.

## Die Arbeit bei Dornier in Altenrhein
1936 trat Studer als Assistent von Professor Claude Dornier (1884 – 1969) in dessen Flugzeugwerk in Altenrhein ein. Dort konnte er sich schnell als talentierter Ingenieur und Leiter von Entwicklungsprojekten etablieren. So baute er innert kurzer Frist das Akrobatik-Flugzeug Bü 133 oder das Reise-Amphibium Do 212, das zu Wasser und zu Land starten und landen konnte. Der Zweite Weltkrieg hemmte aber viele Entwicklungen, da sowohl die Lieferung ausländischer Bestandteile als auch die Zusammenarbeit mit ausländischen Konstrukteuren kaum noch möglich war.

## Das Düsenjet-Projekt P-16 scheitert
Nach dem Zweiten Weltkrieg ging es darum, den technologischen Rückstand auf die USA wettzumachen. Dazu sollte auch ein schweizerisches Strahlflugzeug dienen, das die Fliegertruppen sowohl beim staatlichen Flugzeugwerk F+W als auch bei dem in FFA umbenannten Dornier-Werk in Altenrhein bestellten. Obwohl der Prototyp und erste Flugversuche mit den P-16 vielversprechend waren, wurde das Projekt aus politischen Gründen beendet. Für Luzius Studer, der sich seit Jahrzehnten für den Flugzeugbau in der Schweiz eingesetzt hatte, war das ein schwerer Schlag.

## SAAC und die Entwicklung des Learjets
1959 verliess Studer die FFA und nahm eine neue Herausforderung bei Bill Lear an, einem amerikanischen Unternehmer, der mit der Entwicklung von Geschäftsflugzeugen und innovativen Technologien wie dem Learstar bekannt war. 
Ab Januar 1960 wirkte Studer im Auftrag von Lear bei der Gründung der Swiss American Aviation Corporation (SAAC) in der Schweiz mit, um ein neues Geschäftsreiseflugzeug zu entwickeln.
Das Projekt verlief trotz personellen Schwierigkeiten erfolgreich, bis Lear die Arbeiten ab der Flugerprobung in die USA verlagerte, um die dortige Zertifizierungsphase zu beschleunigen. Für Studer kam ein Wechsel in die USA nicht in Frage und so konnte er nur aus der Ferne beobachten, wie sein Flugzeug, der Learjet, für lange Jahre zum Verkaufsschlager und zur Legende unter den Business Jets wurde.

## Die Entwicklung des Hansajets und seine letzten Jahre
In der Folge trat Studer in den Dienst der Hamburger Flugzeugbau GmbH (HFB), die für ein neues Geschäftsreiseflugzeug, den Hansajet HFB 320, einen technischen Leiter suchte.
Im Laufe seiner letzten Jahre konzentrierte sich Studer auf weitere innovative Projekte, wie die Entwicklung von senkrecht startenden Flugzeugen. Auch wenn diesen visionären Projekten kein kommerzieller Erfolg beschieden war, trugen sie zum technischen Fortschritt in der Luftfahrt bei.

## Lebensabend
Hans-Luzius Studer verstarb im Jahr 1971 im Alter von 64 Jahren, nachdem sein Körper nach Jahrzehnten der Überarbeitung die Spätfolgen der Tuberkuloseerkrankung zeigte.